# Folke Bernadotte
Folke Bernadotte (Estocolmo, 2 de enero de 1895-Jerusalén, 17 de septiembre de 1948) fue un noble sueco, militar, diplomático y dirigente de la Cruz Roja Sueca.  Como hijo del príncipe Óscar Bernadotte y nieto del rey Óscar II, era conde de Wisborg.
Es recordado por la participación en rescates de 31.000 prisioneros de guerra en campos de concentración de la Alemania Nazi durante los últimos meses de la Segunda Guerra Mundial, y por la actuación que realizó como mediador de la Organización de las Naciones Unidas en la guerra árabe-israelí de 1948. Fue asesinado a tiros por el grupo terrorista judío Leji.

## Primeros años
Folke Bernadotte era hijo del príncipe Óscar Bernadotte, conde de Wisborg. Su padre había sido despojado de sus derechos reales tras casarse con Ebba Munck af Fulkila, la madre de Folke. Sus padres decidieron educar a Folke en un colegio común, lejos de la nobleza y la familia real. En 1915, tras finalizar sus estudios, entró en la Escuela de Caballería del Ejército Sueco. En 1930 terminó su formación militar, y alcanzó poco después el grado de mayor.
Se casó el 1 de diciembre de 1928 en los Estados Unidos con Estelle Romaine Manville, ciudadana de ese país e hija de un empresario de la industria, a la que había conocido en la Riviera Francesa. La pareja recibió el título de condes de Wisborg, heredado del padre de Folke, y residieron en Djurgården, en el área metropolitana de Estocolmo. Tendrían cuatro hijos: Gustaf Edward (1930-1936), Folke (1931- ), Fredrik Oscar (1934-1934) y Bertil Oscar (1935- ).
Participó en varias competiciones hípicas y formó parte del movimiento escultista de Suecia, del que fue dirigente en 1937. El primer cargo oficial que obtuvo fue el de comisionado general del gobierno sueco en la Exposición universal de Nueva York en 1939.
Al estallido de la Segunda Guerra Mundial, entrenó a los scouts en técnicas de defensa. En 1943 fue designado vicepresidente de la Cruz Roja Sueca. El presidente era su tío el príncipe Carlos, pero por su avanzada edad, en el fondo Folke llevó toda la responsabilidad.

## Misiones de rescate en la Segunda Guerra Mundial

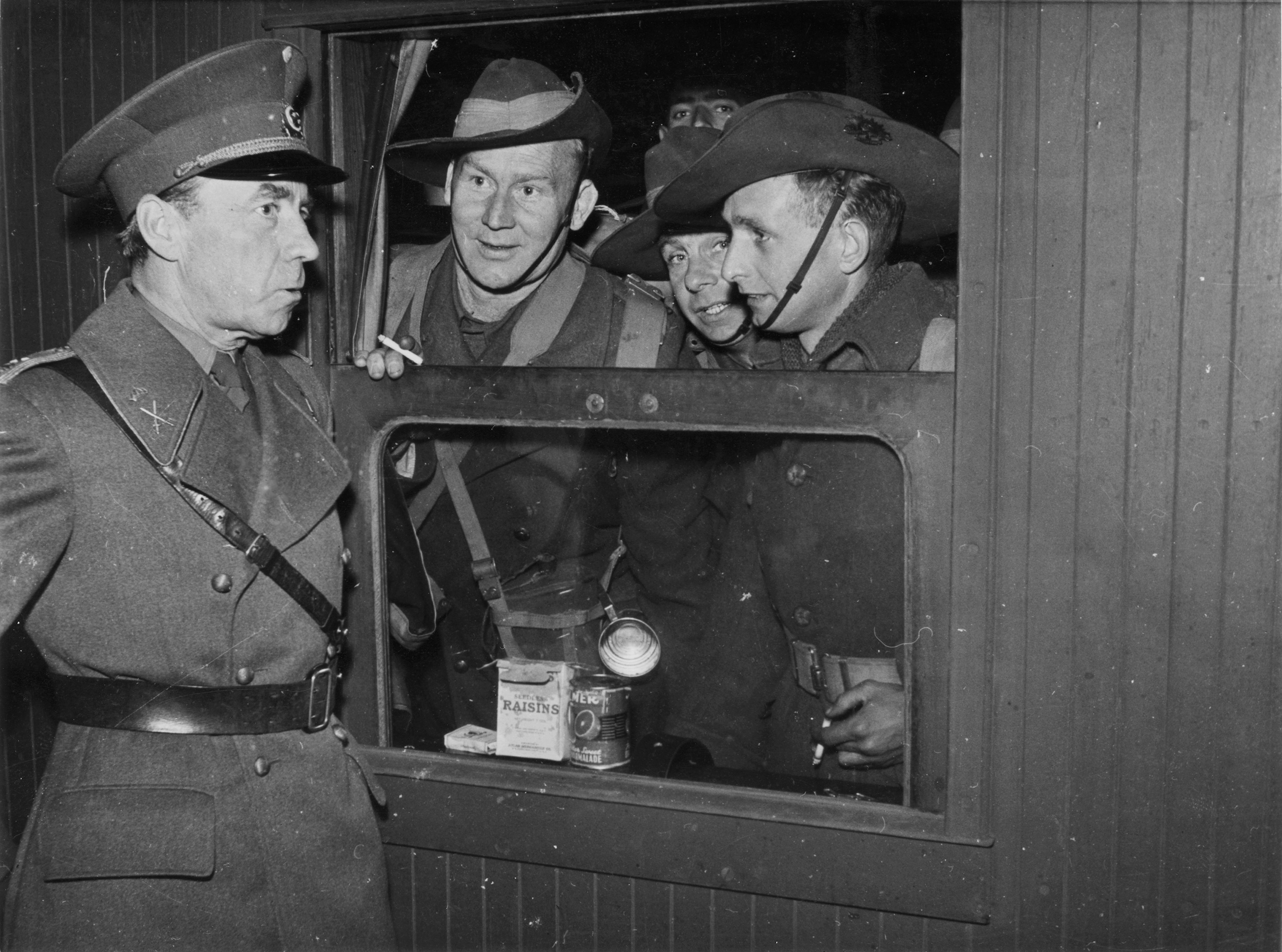
Folke Bernadotte con prisioneros australianos en Alemania, en 1943.

Autobuses de la Cruz Roja Sueca en Alemania.

Durante la Segunda Guerra Mundial, Folke Bernadotte, a cargo de la Cruz Roja Sueca, realizó varias misiones de salvamento de prisioneros. En 1943 y 1944 organizó misiones diplomáticas de intercambio de prisioneros de guerra, que por medio del paso a través de Suecia sumaron 11.000 personas.
Viajó a Alemania en 1945, donde se entrevistó con Heinrich Himmler, Reichsführer-SS y uno de los principales dirigentes del país. Originalmente Bernadotte había sido enviado por el gobierno sueco para ponerse en contacto con presos políticos daneses y noruegos que se encontraban en cárceles alemanas. Regresó a territorio alemán el 1 de mayo de 1945, con la misión de rescatar la mayor cantidad de presos escandinavos. El rescate incluiría unas 15.000 personas de diversa nacionalidad, incluidos varios judíos, presos en campos de concentración, que serían transportados en los autobuses blancos de la Cruz Roja Sueca. La Cruz Roja se mantuvo siempre al filo del peligro, ante el bombardeo de las fuerzas aliadas.
Bernadotte escribió sobre sus acciones con los autobuses blancos en su libro El final. Mis negociaciones humanitarias en Alemania en el verano de 1945 y sus consecuencias políticas. El libro fue publicado el mismo año de 1945. En él, Bernadotte detalla las negociaciones políticas con Himmler y narra cómo consiguió que éste diera las facilidades para el trabajo de rescate.

## Felix Kersten y la controversia sobre los «autobuses blancos»
En años posteriores la misión de los autobuses blancos fue criticada por la historiadora sueca Ingrid Lomfors, y posteriormente por el británico Trevor-Roper. Las críticas se apoyaban casi en su totalidad en las declaraciones del masajista personal de Heinrich Himmler, Felix Kersten. Este pretendía haber facilitado el acceso de Bernadotte hasta Himmler, algo que Bernadotte consideraba una fabulación. En 1953, Trevor-Roper publicó un artículo basado en una entrevista con Kersten y documentos proporcionados por él. El artículo concluía que la labor desempeñada por Bernadotte fue simplemente de «oficial de transporte, nada más». Kersten afirmó que, según Himmler, Bernadotte se había opuesto al rescate de judíos y que entendía “la necesidad de nuestra lucha contra el judaísmo”.
Poco después de la publicación de este artículo, Trevor-Roper comenzó a desdecirse de sus acusaciones. En el momento de su publicación, Kersten había sido propuesto por el gobierno de Holanda al Premio Nobel de la Paz por su supuesto papel para evitar la deportación de toda la población neerlandesa, basado exclusivamente en las afirmaciones de Kersten. Una investigación posterior estableció que Kersten había mentido, que jamás existió un plan semejante y que parte de los documentos exhibidos por Kersten habían sido falsificados por él.
A consecuencia de estas y otras revelaciones, Trevor-Roper contó a la periodista Barbara Amiel en 1995 que no creía en las acusaciones de Kersten y que Bernadotte no había hecho más que seguir las instrucciones que tenía de rescatar a los prisioneros daneses y noruegos.
Otros historiadores también han puesto en duda el relato de Kersten y han llegado a la conclusión de que las acusaciones estaban basadas en una falsificación o distorsión inventada por Kersten.
En Escandinavia también hubo cierta controversia al respecto de la prioridad dada a los prisioneros escandinavos. La politóloga Sune Persson juzgó que estas dudas se contradecían con las evidencias documentales. Concluyó que «la acusación contra el Conde Bernadotte... al respecto de que rehusó salvar judíos de los campos de concentración es una mentira evidente» y citó una serie de testigos relevantes que apoyaban la actuación de Bernadotte, así como al Congreso Mundial Judío.

## Mediador de la ONU en Palestina
El 20 de mayo de 1948, Folke Bernadotte fue designado por la Organización de las Naciones Unidas como mediador en la guerra árabe-israelí de 1948. Fue el primer mediador de la organización. Tras su arribo a Palestina, hasta entonces parte del Mandato británico de Palestina, logró alcanzar una tregua en el conflicto y realizó propuestas para conseguir la paz en la región.

### Primera propuesta
En junio de 1948, Bernadotte redactó su primera propuesta formal que entregaría en secreto a las distintas partes. En ella sugería que los territorios de Palestina y Transjordania debían ser incluidos dentro de una sola nación, «una unión que comprendiese dos miembros: uno árabe y uno judío». Las fronteras de los dos miembros de la unión debían tomar en consideración los siguientes puntos:
- Inclusión total o parcial del Néguev dentro del territorio árabe,
- Inclusión total o parcial de Galilea Occidental dentro del territorio israelí.
- Inclusión de Jerusalén en territorio árabe, con la concesión de autonomía municipal a la comunidad judía de la ciudad, y acuerdos especiales para la protección de los Santos Lugares.
- Consideración del estatus de Jaffa.
- Establecimiento de un puerto libre en Haifa, que incluiría refinerías y terminales.
- Establecimiento de un aeropuerto libre en Lod.

### Segunda propuesta
Después del fracaso de la primera propuesta de paz, Bernadotte formuló una segunda más compleja, que abandonaba la idea de la unión y defendía la existencia de dos Estados independientes. La segunda propuesta fue finalizada el 16 de septiembre y contenía siete «premisas básicas»:
1. La paz debe regresar a Palestina y se deben tomar todas las medidas necesarias para asegurar el fin de las hostilidades y el restablecimiento de las relaciones armoniosas entre árabes y judíos.
2. Se debe reconocer la existencia del Estado de Israel.
3. Deben fijarse formalmente las fronteras del Estado de Israel, ya sea por el acuerdo entre ambas partes, o por decisión de las Naciones Unidas.
4. Adherencia al principio de homegeneidad e integración geográfica, que debe ser el principal objetivo en los acuerdos fronterizos. Esto debe aplicarse igualmente a territorios árabes e israelíes, cuyas fronteras no deben ser controladas de manera tan rígida como establece la resolución del 29 de noviembre.
5. Se deben afirmar y hacer efectivos los derechos de la gente inocente desplazada de sus hogares a regresar a ellos, y otorgar compensación de la propiedad a aquellos que decidan no regresar.

Plan de la ONU para la partición de Palestina en 1947.

1. El destino de la ciudad de Jerusalén, por su significado religioso e internacional, debe constituir un tratado especial.
2. Debe expresarse la responsabilidad internacional en la forma de garantías internacionales como medio para mitigar la inseguridad existente, y particularmente con respecto a las fronteras y a los derechos humanos.

En la propuesta se encontraban los siguientes puntos:
- La tregua indefinida debe ser sustituida por una paz formal o un armisticio.
- Las fronteras entre los territorios árabes y judíos deben ser fijadas, en caso de desacuerdos entre las partes, por las Naciones Unidas.
- El Neguev debe ser integrado como un territorio árabe.
- La frontera debe correr de Al-Faluya a Ramala y Lod (estas dos localidades serán territorios árabes).
- Galilea debe integrarse a los territorios judíos.
- Haifa debe ser declarado un puerto libre, y el aeropuerto de Lod un aeropuerto libre.
- El territorio de la ciudad de Jerusalén, cuya área es definida en la resolución del 29 de noviembre, debe ser tratado de una manera especial y resguardada por fuerzas de la ONU, otorgando la máxima autonomía local posible a las comunidades árabes y judías de la ciudad.
- Las Naciones Unidas deben establecer una comisión de conciliación en Palestina.
- Las Naciones Unidas deben garantizar el regreso de las comunidades árabes a los territorios controlados por Israel, así como la reagrupación y la rehabilitación económica y social en territorios árabes de la gente desplazada que decida no regresar.

Ese mismo día entregó un informe a la organización mundial en el que describía la destrucción de aldeas a consecuencia de la guerra y la situación de 750.000 árabes nativos que a causa de la guerra fueron desplazados de sus hogares.

## Asesinato
El 17 de septiembre de 1948, después de visitar Ramala y entrevistarse con Dov Joseph, el gobernador militar de Jerusalén, Bernadotte se reunió con el observador de la ONU, el coronel francés André Sérot, y se dirigieron al hotel donde se hospedaban. En el camino, su convoy de tres automóviles fue interceptado por un jeep del ejército israelí con cuatro hombres que preguntaron por Folke Bernadotte y acto seguido uno de sus miembros, Yeoshua Cohen, disparó a mansalva, matando al conde y a Sérot.
El asesinato fue condenado por el Consejo de Seguridad de las Naciones Unidas. Posteriormente se sabría que el atentado fue planeado por Yehoshua Setler, miembro del grupo terrorista Lehi y su operador en jefe en Jerusalén, y contaba con la aprobación de los tres principales líderes de la organización, Isaac Shamir, Natan Yellin-Mor y Yisrael Eldad.[cita requerida]
Al día siguiente del asesinato, los restos de Bernadotte fueron llevados a Haifa, de donde serían trasladados a Suecia. El sepelio se realizó en la Iglesia de Gustavo Vasa, en Estocolmo, el 26 de septiembre, con la asistencia de varios miembros de la Sociedad Sueca de Escultismo. En el féretro, cubierto con la bandera sueca, se colocó su bastón de explorador, su gorro de la Cruz Roja y un clavel blanco. Un monumento en memoria del conde sería levantado en la Universidad de Upsala. 

### Causas de su muerte

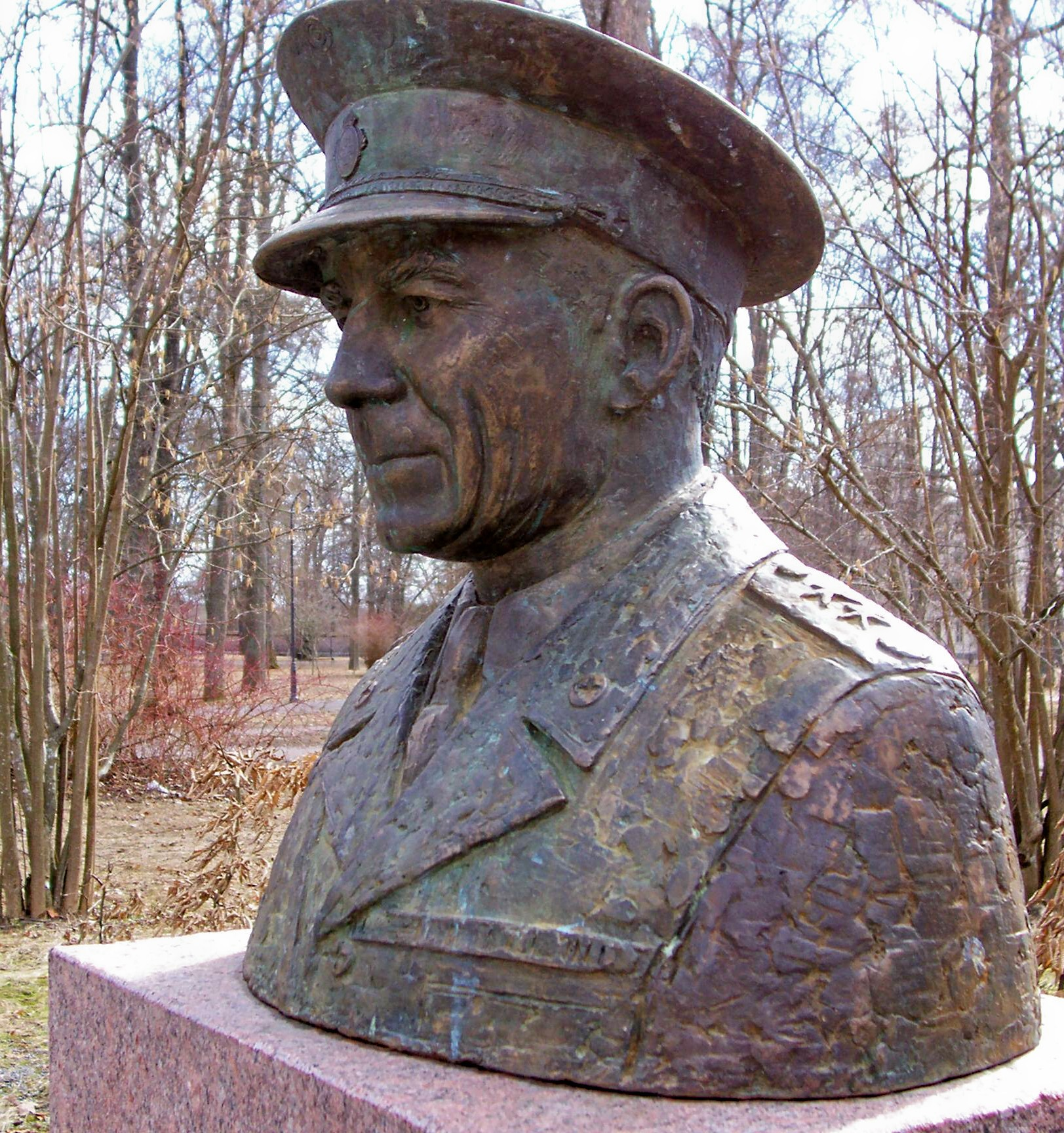
Busto de Folke Bernadotte en Upsala.

Los miembros del Lehi consideraban a Bernadotte un aliado de los nazis, un antisionista y un diplomático títere del gobierno británico, cuya misión pretendía favorecer los intereses del Reino Unido más que los de Israel. Probablemente las acusaciones de los sionistas se basaban en las críticas que el gobierno sueco había recibido por sostener una aparente política de acercamiento a la Alemania Nazi durante la Segunda Guerra Mundial –el mismo rey Gustavo V y el príncipe Gustavo Adolfo fueron acusados por ciertos sectores de la sociedad sueca–, y en que Bernadotte sostenía una estrecha relación con los delegados británicos en Palestina y con el rey Abdalá I de Transjordania.
Tras el asesinato, el Lehi fue desarmado y varios de sus miembros fueron detenidos, pero a ninguno se le adjudicaría responsabilidad directa en los asesinatos. Natan Yellin-Mor, Matiyahu Schmuelevich y otros miembros del Lehi fueron procesados por las autoridades israelíes y se les encontró culpables de colaborar con grupos terroristas. Tan pronto como se declaró la culpabilidad de estos, el primer ministro israelí David Ben-Gurión les otorgó el indulto, e incluso Yelin-Mor sería electo para un puesto en el primer Knéset. Más de 200 miembros de la organización fueron liberados sin ser condenados. Posteriormente, el papel de Yehoshua Cohen en el asesinato fue descubierto por Michael Bar Zoar, biógrafo de David Ben Gurion, cuando Cohen trabajaba como guardaespaldas del primer ministro.
La primera admisión pública de la responsabilidad de Lehi en el asesinato de Bernadotte se realizó en 1977. En mayo de 1995 se celebró una ceremonia en recuerdo de Folke Bernadotte en la ciudad de Tel Aviv, con la presencia del ministro israelí de Asuntos Exteriores Shimon Peres y el delegado del gobierno sueco. En su mensaje, Peres hizo una condena al terror, agradeció a Bernadotte el rescate de judíos de los campos de concentración y lamentó su asesinato dentro de un acto terrorista.